# 2013 na Venezuela
Esta é uma cronologia dos principais fatos ocorridos no ano de 2013 na Venezuela.

## Eventos

### Fevereiro
- 1 – A casa de Ezequiel Zamora passa a ser Patrimônio Cultural da Nação.

### Março
- 5 – O presidente venezuelano, Hugo Cháves, morre aos 58 anos, no Hospital Militar de Caracas.[1]